# Јеролим Караџа
Јеролим Караџа (Скопље, 30. септембар 1937 – Загреб, 13. септембар 2021) био је југословенски рукометни репрезентативац и торакални хирург.

## Биографија
Његова породица се 1941. доселила у Бању Луку, у којој је завршио основну школу и реалну гимназију. Медицински факултет завршио је 1962. у Загребу. Спортом се почео бавити као гимназијалац. Године 1954. постао је члан Кошаркашког клуба „Борац”, Бања Лука, а одмах потом и Рукометног клуба „Борац”. Такмичио се у оба спорта паралелно до 1957, када су оба клуба стекла право да се, кроз квалификације, пласирају у савезне лиге СФРЈ. У обје екипе играли су углавном исти играчи. Како се само РК „Борац“ квалификовао у новоформирану Савезну лигу, талентована генерација опредијелила се за рукомет. Са РК „Борац“ освојио је Куп СФРЈ (1957, 1958, 1961, 1969) и првенство СФРЈ (1958/59, 1959/60). За репрезентацију Југославије дебитовао је на Свјетском првенству у Њемачкој Демократској Републици (1958), а учествовао је и на свјетским првенствима у Савезној Републици Њемачкој (1961), Чехословачкој (1964) и Шведској (1967). За репрезентацију је наступио 70 пута и постигао 168 голова. Први је играч у историји рукомета који је, приликом шутирања на противнички гол, скочио у простор од шест метара и, „летећи“ према голу, шутирао из ваздуха прије него што је додирнуо тло. Пет пута је биран за најбољег спортисту Босанске Крајине (1958–1961. и 1968) и неколико пута проглашаван најбољим рукометашем СР БиХ и СФРЈ. У анкети часописа Међународне рукометне федерације (IHF) „World Handball“, 2000. године, изабран је, на позицији пивота, међу седам најбољих рукометаша XX вијека. И по завршетку играчке каријере (1971), и по пресељењу у Загреб (1976), остао је активан у спорту. До 1990. играо је на ветеранским турнирима, као члан Академског рукометног клуба „Младост“, Загреб.
Као љекар, специјализирао је хирургију, а супспецијализацију из торакалне хирургије завршио је 1976. године. Примаријус је постао 1977. године. На Медицинском факултету у Загребу магистрирао је 1983. одбраном рада Утјецај декортикације плућа на функцију респирације и докторирао 1993. одбраном тезе Истраживање промјена серумских ганглизоида у болесника с кируршки лијеченим планоцелуларним карциномом плућа. Радио је у бањалучкој болници и у Дому здравља, а од 1976. био је запослен у Клиници за плућне болести Јордановац у Загребу. Од 1988. водио је Кируршки одјел Клинике за торакалну медицину Јордановац. Био је члан екипе хирурга која је 2002. обавила прво пресађивање плућа у Хрватској. Пензионисан је 2007. године.